# اسپویی
اسپویی (به هلندی: Spui) یک منطقهٔ مسکونی در هلند است که در ترنئوزن واقع شده‌است. اسپویی ۲۴۳ نفر جمعیت دارد.